# Pneumostome
Le pneumostome est un orifice respiratoire présent chez certains gastéropodes terrestres qui fait communiquer la cavité palléale transformée en poumon avec le milieu extérieur.
On en trouve par exemple chez les limaces et les escargots.

## Description

1) Queue 2) Bouclier 3) Tentacules supérieurs 4) Tentacules inférieurs 5) Pneumostome 6) Pied 7) Sole de reptation.

Selon l'état d'hydratation de l'animal, la fréquence de fermeture-ouverture et son diamètre varient. Pour un escargot ou une limace parfaitement hydraté, la fréquence de fermeture-ouverture est généralement d'environ une fermeture toutes les deux minutes.
« Le pneumostome est toujours situé sur le côté droit du manteau » des gastéropodes.